# Ethel et Ernest
Pour plus de détails, voir Fiche technique et Distribution.
Ethel et Ernest est un film d'animation anglo-luxembourgeois réalisé par Roger Mainwood et sorti en 2016.

## Synopsis
L’histoire vrai et chronologique à travers des moments poignants de la vie familiale d’Ethel et d’Ernest Briggs (les parents de Raymond Briggs) des années 1920 jusqu’à leur décès en 1971
Ethel, femme de chambre aux aspirations de la classe moyenne et conservatrice, devient femme au foyer lorsqu'elle se marie et travaille comme commis dans un bureau pendant la Seconde Guerre mondiale.
Ernest, cinq ans plus jeune, est livreur de lait à Wimbledon, aux idéaux socialistes, passionné d’actualité et de nouveautés technologiques.
Ils élèvent leur fils, Raymond, vivant dans la même maison mitoyenne depuis 40 ans, dans une rue de banlieue qui pourrait être n'importe où en Grande-Bretagne, à travers la Grande Dépression, la Seconde Guerre mondiale, l'avènement de la radio puis de la télévision.
Le film illustre la vie et les préoccupations de la classe ouvrière britannique au cours des développements sociaux et politiques clés du XXe siècle. L'histoire souligne le fossé générationnel existant entre Raymond, alors étudiant en art et professeur d'art, et ses parents, dont le monde est beaucoup plus confiné. Les cheveux longs et le vin sont des symboles du fossé entre les générations. L'intrigue souligne également l'écart entre les hommes et les femmes entre l'expérience de travail rémunéré chez Ernest et le consumérisme, et le travail domestique non rémunéré d'Ethel. On lui montre qu'elle est le personnage le plus bizarre mais aussi celui qui devient émotionnellement débordé, désemparé, par exemple, lorsque son enfant de cinq ans doit être évacué pendant la guerre et à nouveau lorsqu'il est amené à la maison par la police à l'adolescence pour chapardage. Aucune visite d'amis ou de vacances en famille n'est décrite. l'accent est mis sur la maison et les trois membres de la famille qui y vivent. La maison est en effet un quatrième personnage principal, son intérieur se développant avec les personnages et reflétant les mutations de l’ère historique, ainsi que la fondation d’une famille, sa croissance et sa désintégration éventuelle.

## Fiche technique
- Titre original : Ethel and Ernest
- Réalisation : Roger Mainwood
- Scénario : Roger Mainwood, d'après l'œuvre de Raymond Briggs
- Animation : Peter Dodd
- Montage : Richard Overall
- Musique : Carl Davis
- Producteur : Camilla Deakin et Ruth Felding
  - Producteur exécutif : Robert Little, Adam Partridge, Jon Rennie et Raymond Briggs
  - Producteur délégué : Natasha Abrahams et Jessica Bassett
  - Coproducteur : Stéphan Roelants
- Production : Cloth Cat Animation et Lupus Films
- Distribution :  EuropaCorp / STX Entertainment,  Universal Pictures / Vertigo Releasing
- Pays de production :  Royaume-Uni et  Luxembourg
- Format : couleur
- Genre : Animation
- Durée : 94 minutes
- Dates de sortie :
  - Royaume-Uni : 28 octobre 2016
  - États-Unis : 9 janvier 2017
  - France : 12 juin 2017 (FIFA 2017)

## Distribution
- Jim Broadbent : Ernest Briggs
- Luke Treadaway : Raymond Briggs
- Brenda Blethyn : Ethel Briggs
- Pam Ferris : Mme Bennett et Tante Betty
- Roger Allam : le médecin
- Virginia McKenna
- Peter Wight : Détective Burnley